# Mount Pleasant (Carolina del Sud)
Mount Pleasant és una població dels Estats Units a l'estat de Carolina del Sud. Segons el cens del 2006 tenia 64.707 habitants.

## Demografia
Segons el cens del 2000, Mount Pleasant tenia 47.609 habitants, 19.025 habitatges i 12.860 famílies. La densitat de població era de 438,8 habitants/km².
Dels 19.025 habitatges en un 33,9% hi vivien nens de menys de 18 anys, en un 56,9% hi vivien parelles casades, en un 8,3% dones solteres, i en un 32,4% no eren unitats familiars. En el 24,1% dels habitatges hi vivien persones soles el 6% de les quals corresponia a persones de 65 anys o més que vivien soles. El nombre mitjà de persones vivint en cada habitatge era de 2,47 i el nombre mitjà de persones que vivien en cada família era de 2,99.
Per edats la població es repartia de la següent manera: un 25,1% tenia menys de 18 anys, un 6,5% entre 18 i 24, un 35,3% entre 25 i 44, un 22,8% de 45 a 60 i un 10,3% 65 anys o més.
L'edat mediana era de 36 anys. Per cada 100 dones de 18 o més anys hi havia 92 homes.
La renda mediana per habitatge era de 61.054$ i la renda mediana per família de 71.165$. Els homes tenien una renda mediana de 50.673$ mentre que les dones 31.640$. La renda per capita de la població era de 30.823$. Entorn del 3,2% de les famílies i el 5% de la població estaven per davall del llindar de pobresa.

## Poblacions més properes
El següent diagrama mostra les poblacions més properes.